# 跨过鸭绿江
《跨过鸭绿江》是2020年中国大陆电视剧，以毛泽东抗美援朝时期为背景，讲述毛泽东领导中国人民志愿军抗美援朝的往事。2020年12月27日在中国中央电视台综合频道首播，2023年4月30日起在央视国防军事频道22:00檔重播。

## 剧情大綱
1950年6月朝鲜内战爆发，美国为首的联合国军有预谋出动第七舰队阻碍中国统一，并且派出军机多次轰炸中国山东，东北等地，造成了大量人员伤亡。 中华人民共和国以毛泽东为首的领导人宣布抗美援朝保家卫国，组建中国人民志愿军与美国为首的联合国军鏖战朝鲜半岛；经两年多的浴血奋战，最终在1953年7月27日，以美国为首的联合国军同意在停战协议上签字，而抗美援朝战争确立了中华人民共和国的国际地位。

## 演员
- 唐国强 饰 毛泽东
- 丁勇岱 饰 彭德怀
- 孙维民 饰 周恩来
- 王志飞 饰 聂荣臻
- 刘之冰 饰 邓华
- 姚刚 饰 洪学智
- 韩栋 饰 郑锐
- 王挺 饰 韓先楚
- 王同輝 饰 解方
- 何政军 饰 陈赓
- 奚望 饰 金俊瓯
- 吴健 饰 毛岸英
- 王伍福 饰 朱德
- 郭连文 饰 刘少奇
- 卢奇 饰 邓小平
- 蒋方婷  饰 王珍珠
- 马晓伟 饰 蔣介石
- 赵凯 饰 蔣經國
- 毕海峰 饰 顾祝同
- 宗平 饰 高岗
- 连奕名 饰 李克农
- 李进荣 饰 喬冠華
- 徐永革 饰 南日
- 林麟 饰 白善烨
- 高一玮 饰 朴容恩
- 马诗红 饰 林彪
- 赵波 饰 梁兴初
- 徐白晓 饰 刘西元
- 何云龙 饰 吴信泉
- 李麟 饰 徐斌洲
- 袁世龙 饰 温玉成
- 薛靖骞 饰 袁升平
- 李田野 饰 吴瑞林
- 葛友元 饰 周彪
- 李健 饰 傅崇碧
- 左百学 饰 曾泽生
- 刘兴盛 饰 徐文烈
- 姚扩 饰 宋时轮
- 李博 饰 陶勇
- 单阳光 饰 杨成武
- 乌日根 饰 杨得志
- 徐僧 饰 秦基伟
- 张铎 饰 范天恩
- 张笑君 饰 蔡长元
- 侯祥玲 饰 柴成文
- 刘相麟 饰 特使乙
- 赵小川 饰 特使
- 杨钧丞 饰 钱沐之
- 李印 饰 尚志功
- 尹键 饰 刘海清
- 李海兵 饰 杨大易
- 杜相 饰 江潮
- 汪洋 饰 李宝成
- 刘川 饰 庞坦直
- 张页石 饰 叶子龙
- 张卫 饰 陈诚
- 谢钢 饰 陈云
- 丰声 饰 罗荣桓
- 陶洋 饰 胡璉
- 王梓源 饰 阎相子
- 黄卫 饰 董必武
- 宋宫葵 饰 彭真
- 楚建 饰 李富春
- 常鹤云 饰 郭沫若
- 脱一然 饰 张闻天
- 刘广勇 饰 林伯渠
- 张桂明 饰 萧劲光
- 吕一丁 饰 伍修权
- 齐涛 饰 李达
- 马辉 饰 张文舟
- 宋波 饰 吴之理
- 屠夏岩 饰 高瑞欣
- 王子宸 饰 张蕴玉
- 赵连顺 饰 匡裕民
- 李建忠 饰 肖新槐
- 田师伟 饰 龙道权
- 马杰 饰 王近山
- 赵晓龙 饰 甘泗淇
- 高天 饰 刘震
- 张竞达 饰 王扶之
- 王少敏 饰 刘亚楼
- 岳红 饰 姚桂芬
- 苏丽 饰 浦安修
- 夏天 饰 周发田
- 于清斌 饰 张明远
- 王子刚 饰 欧阳宝
- 周贺 饰 崔醒农
- 侯俊光  饰 邱少云
- 董辰  饰 孙占元
- 张峰  饰 黄继光
- 黄垲翔  饰 杨根思
- 候骏桀  饰 张积慧
- 李涛亮  饰 王海
- 周征波 饰 贺晋年
- 林津锋 饰 倪志亮
- Smith Danny Franklin（美） 饰 杜鲁门
- Cavolo Mario Eugene（美） 饰 麦克阿瑟
- Schweinsberg Heinz-Dieter（德） 饰 艾奇逊
- Boergadine Steven Thomas（美） 饰 马歇尔
- Heise Eric Joseph（美） 饰 沃克
- Ortiz Rio Carrizosa Rafael（西） 饰 李奇微
- Malmon Gary（美） 饰 史密斯
- Galushkov Oleksii（乌） 饰 斯大林
- Bruechrt Nicholas Pierre（加） 饰 范佛里特
- Zoehrer Daniel（德） 饰 利兹伯格（英语：Homer Litzenberg）
- Roudaut Lionel Pierre（法） 饰 克拉克
- De Gracia Tardio Ivin（西） 饰 乔埃
- Sviridov Andrey（俄） 饰 米高扬

## 幕后制作
在本剧中扮演志愿军战士的演员赵文睿他的外公也是当年参加抗美援朝的志愿军战士，他在参演时觉得和自己的外公一起并肩作战。 本剧的拍摄场景分别在中国内地的东北，河北，北京等地区由于本剧拍摄仍处于新冠疫情期间，剧组所有国内演员，外籍演员，其他工作人员都通过十四天隔离以及核酸检测以确保防疫安全。

## 收视评价
豆瓣评分8.8（14727人参与评价），中国广视索福瑞媒介研究有限公司（CSM）全国网数据，该剧全剧平均收视率1.3%，平均收视份额5.89%，单集最高收视率1.73%，单集最高收视份额7.87%。

## 电影版
此片同名电影版由华夏电影发行有限责任公司、八一电影制片厂联合出品，于2021年12月17日上映。